# Be Quick 1887
GSV Be Quick 1887 (voluit: Groninger Sport Vereniging Be Quick 1887) is een op 10 april 1887 opgerichte omnisportvereniging, statutair gevestigd in Groningen. De thuiswedstrijden worden op Sportpark Esserberg in het eigen Stadion Esserberg gespeeld.
Thans telt de vereniging een tennis- en een voetbalafdeling. De tennisafdeling is in het 100-jarige jubileumjaar in 1987 opgericht. Tussen 1974 en 1984 vormde de in 1967 opgerichte Rugby Club Groningen de rugbyafdeling van Be Quick.
Het zondagstandaardelftal speelt in de Vierde divisie (2022/23). Het eerste zaterdagelftal komt uit in de Tweede klasse van het district Noord (2022/23). Met ingang van het seizoen 2020/2021 is Be Quick ook met een O21-elftal actief in de betaaldvoetbalsectie van deze nieuw opgerichte leeftijdscategorie.
De grootste successen van Be Quick dateren van voor de Tweede Wereldoorlog, met als hoogtepunt het seizoen 1919/20 toen Be Quick landskampioen van Nederland werd.

## Geschiedenis
Be Quick werd op 10 april 1887 opgericht en daarmee een van de oudste voetbalclubs van Nederland, door een aantal leerlingen van het toenmalige Stedelijk Gymnasium (tegenwoordig het Praedinius Gymnasium). De club vond in eerste instantie onderdak op een exercitieveld aan de Hereweg bij de toenmalige gevangenis (tegenwoordig het FPC Dr. S. van Mesdag). In 1895 ging Be Quick competitie spelen, waarbij de club werd ingedeeld in de toenmalige tweede klasse Noord, destijds de hoogste klasse in het noorden. De wedstrijden werden gespeeld op een veld aan de Verlengde Hereweg tegenover Villa Gelria aan de zuidkant van de stad.
Vanaf het seizoen 1916/17 kreeg Noord-Nederland een eigen eerste klasse. Be Quick maakte daar vanaf het begin deel van uit en zou die status tot aan de invoering van het betaalde voetbal weten te handhaven.

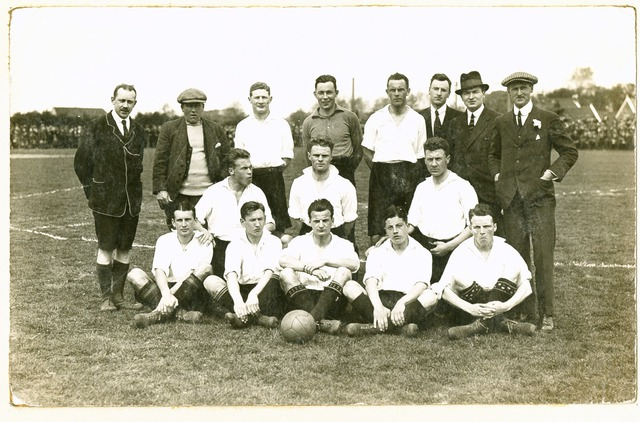
Het kampioenselftal van Be Quick in 1920. Achterste rij v.l.n.r. J. Bisselick (scheidsrechter), Harry Waites (trainer), Harry Rodermond, Deck de Ruiter Zijlker, Hans Tetzner, onbekend, Jacob Koning (bestuurslid) en Bruins Oving (bestuurslid), middelste rij Siebolt Sissingh, Evert van Linge en Herman Legger, voorste rij Max Tetzner, Rieks de Haas, Jaap Bulder, Appie Groen en Evert Jan Bulder.

## Landskampioen
De grote bloeitijd van de vereniging ligt tussen 1915 en 1926. Be Quick werd in al die jaren, met uitzondering van 1925, Noordelijk kampioen. In 1920 werd de club daarnaast ook nog landskampioen door op het veld bij Villa Gelria voor meer dan 10.000 toeschouwers te winnen van VOC uit Rotterdam. Van het elftal dat kampioen werd is alleen de doelman Deck de Ruiter Zijlker nooit international geworden.
De wedstrijd vond plaats op 6 juni 1920. Tegenstander VOC werd met 4-0 verslagen. Spelers waren: Evert Jan Bulder, Jaap Bulder, Appie Groen, Rieks de Haas, Herman Legger, Evert van Linge, Harry Rodermond, Deck de Ruiter Zijlker, Siebold Sissingh, Hans Tetzner en Max Tetzner.

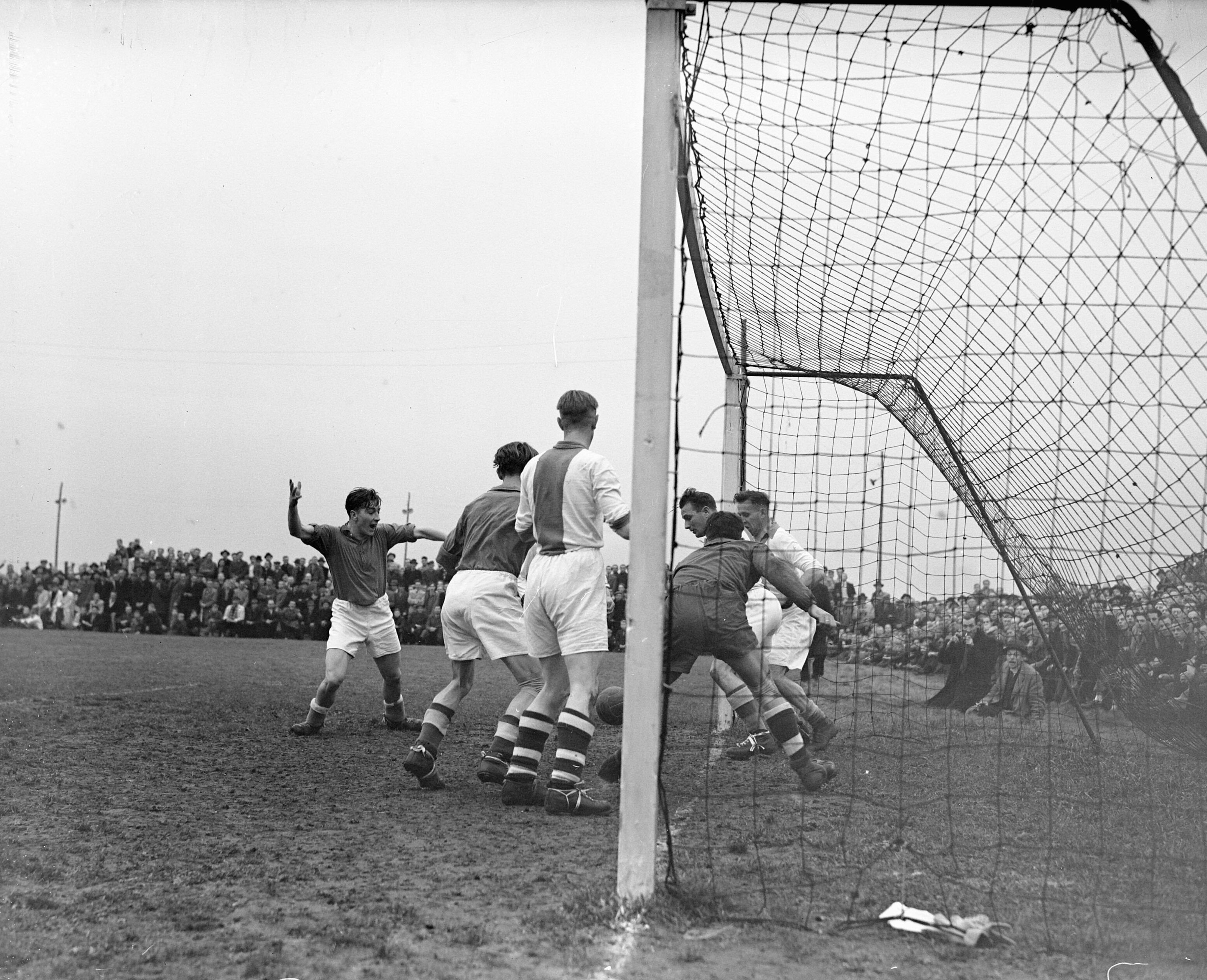
Be Quick tegen AGOVV 0-2 (13 november 1948)

## Stadion
Door deze successen was de club in staat een eigen terrein te kopen direct ten zuiden van de stad. Daar verrees Stadion Esserberg, ontworpen door een van de spelers van het kampioenselftal van 1920: Evert van Linge. Het stadion had destijds een capaciteit van 18.000 toeschouwers. Het is aangewezen als gemeentelijk monument.

## Hoofdklasse
In de eerste jaren na de terugkeer in het amateurvoetbal kon Be Quick maar moeilijk zijn draai vinden. Incidenteel wist de club de eerste klasse te bereiken, maar ze moest ook enige jaren in de derde klasse spelen. Vanaf 1990 ontwikkelde de club zich echter weer tot sterkste amateurclub in de stad. In 1992 werd voor het eerst de Hoofdklasse bereikt. Hoewel de club in 1996 en 2002 weer degradeerde was Be Quick sindsdien een stabiele Hoofdklasser. In het seizoen 2009/10 kwalificeerde de club zich niet voor de nieuw ingestelde Topklasse en ook in 2011/12 miste de club de promotie naar de Topklasse. In 2012/13 behaalde Be Quick alsnog promotie naar de Topklasse door kampioen van de Zondag Hoofdklasse C te worden, hier verbleef het een seizoen.
In het seizoen 2016/2017 is de club wederom gepromoveerd naar de tot inmiddels Derde divisie geherstructuurde Topklasse. De herstructurering gaat echter gepaard met aangepaste licentie-eisen: iedere club moet minstens drie contractspelers hebben. Dit is tegen de principes van de club, die vooral inzet op een zeer succesvolle jeugdopleiding. Aftrek van drie punten dreigt vanwege deze weigering.

## Erelijst
Zondagselectie
Nederlands kampioenschap voetbal
landskampioen in 1920
Noordelijk kampioenschap voetbal
kampioen in 1896, 1897, 1906, 1915, 1916, 1917, 1918, 1919, 1920, 1921, 1922, 1923, 1924, 1926, 1936, 1937, 1938, 1941
Tweede divisie B
kampioen in 1960
Zondag Hoofdklasse C
kampioen in 2013
Zondag eerste klasse
kampioen in 1992, 2000
Zondag tweede klasse
kampioen in 1981, 1984, 1990, 1998
Zondag derde klasse
kampioen in 1965, 1969
Districtsbeker Noord
Winnaar in 1994
Groninger Dagbladbeker
Winnaar in 1914, 1919, 1922, 1923, 1926, 1929, 1933
Deelname KNVB beker
In de seizoenen 1993/94, 1994/95, 2000/01, 2004/05, 2005/06, 2007/08, 2008/09, 2010/11, 2011/12 en 2013/14 werd deelgenomen aan de landelijke KNVB beker
Zaterdagselectie
Zaterdag vierde klasse
kampioen in 2017
Zaterdag zesde klasse
kampioen in 2009

## Competitieresultaten 1993–2023 (zaterdag)
| 10 2A |

| 9 2A |

| 11 2A |

|  |

| 4 6A |

| 8 6D |

| 9 6B |

|  |

| 8 7C |

| 13 7B |

| 6 7B |

| 5 7B |

| 8 6E |

| 3 6E |

| 6 5D |

| 10 5D |

| 1 6C |

| 5 5C |

| 6 4D |

| 6 4D |

| 7 4D |

| 10 4D |

| 5 4C |

| 6 4D |

| 1 4E |

| 5 3C |

| 5 3C |

| 1* 3C |

| -- 3C |

| 2 3C |

| 5 2L |

| ? 3C |

| Tweede klasse | Derde klasse      | Vierde klasse  | Vijfde klasse |
| Zesde klasse  | Tweede klasse GVB | Zevende klasse |               |

## Competitieresultaten 1896–2023 (zondag)
| 1 2A |

| 1 2A |

| 2 2A |

| 2 2A |

| 2 2A |

| 3 2A |

| 2 2A |

| 4 2A |

| 5 2A |

| 2 2A |

| 1 2A |

| 5 2A |

| 4 2A |

| 3 2A |

| 6 2A |

| 4 2A |

| 5 2A |

| 4 2A |

| 3 2A |

| 1 |

| 1 2A |

| 1 |

| 1 |

| 1 |

| 1 |

| 1 |

| 1 |

| 1 |

| 1 |

| 2 |

| 1 |

| 2 |

| 6 |

| 3 |

| 5 |

| 6 |

| 5 |

| 6 |

| 2 |

| 3 |

| 1 |

| 1 |

| 1 |

| 4 |

| 10 |

| 1 |

| 5 |

| 2 |

| 5 |

|  |

| 3 |

| 2 |

| 2 |

| 2 |

| 7 |

| 4 1A |

| 7 1B |

| 12 1B |

| 11 1A |

| 14 D |

| 8 B |

| 5 A |

| 13 B |

| 5 B |

| 1 B |

| 11 B |

| 9 B |

| 11 A |

| 13 A |

| 1 2A |

| 12 1C |

| 6 2A |

| 5 2A |

| 1 2A |

| 11 2B |

| 10 2A |

| 10 2A |

| 11 2A |

| 8 3D |

| 3 3D |

| 2 3B |

| 5 3B |

| 2 3D |

| 1 3D |

| 3 2B |

| 1 2A |

| 4 1C |

| 12 1C |

| 1 2A |

| 11 1C |

| 8 2A |

| 6 2A |

| 8 2A |

| 6 2A |

| 1 2A |

| 9 1C |

| 1 1C |

| 6 B |

| 6 B |

| 13 B |

| 4 1C |

| 10 1F |

| 1 2L |

| 2 1F |

| 1 1F |

| 6 C |

| 14 C |

| 2 1F |

| 9 C |

| 5 C |

| 4 C |

| 11 C |

| 6 C |

| 7 C |

| 6 C |

| 2 C |

| 2 C |

| 1 C |

| 14 |

| 7 C |

| 2 C |

| 6 |

| 16 |

| 12 A |

| 12* A |

| -- A |

| 5 A |

| 5 A |

| ? D |

| Eerste divisie | Eerste Klasse (profniveau) | Tweede divisie | Derde divisie Topklasse | Hoofdklasse/4e Divisie | Eerste klasse | Tweede klasse | Derde klasse | Noodcompetitie |

In elke staaf van de grafiek staat van boven naar beneden vermeld: 
- Eindnotering

Dit is de positie die de club heeft bereikt in de competitie, zonder eventuele beslissings-, play-off- of nacompetitiewedstrijden die nodig zijn geweest om bijvoorbeeld de kampioen van de competitie te bepalen.
Indien een * achter het getal staat is de notering een tussenstand en kan het zijn dat de notering niet overeenkomt met de uiteindelijke eindstand van de competitie.
Staat er een - dan is het seizoen nog bezig en is er geen definitieve uitslag bekend.
Staat er xx op de positie van de notering, dan heeft de club vroegtijdig de competitie verlaten. Dit kan onder andere komen door terugtrekking van het team, faillissement van de club of door een uitgedeelde straf van de KNVB. In veel gevallen staat elders in het artikel de reden vermeld.
Staat er een ? dan is het resultaat uit het verleden onbekend, en is alleen de competitie of het niveau bekend van dat seizoen.
In de seizoenen 2019/20 en 2020/21 werd wegens de coronacrisis het amateurvoetbal afgebroken. Daardoor kennen deze staven geen eindklassering (middels -- weergegeven).
- Competitieniveau en afdelingsletter of Officiële eindstand Eredivisie
  - Competitieniveau en afdelingsletter

Hierbij geeft het getal het niveau weer, dat ook terug te vinden is in de legenda. De letter is de afdelingsaanduiding en wordt gebruikt wanneer er meer afdelingen zijn op hetzelfde niveau. De afdelingsletter is altijd een hoofdletter en wordt meestal zonder nummer gebruikt.
Voorbeeld: 2F is niveau 2e klasse competitie F.
Het competitieniveau en nummer wordt niet vermeld wanneer er slechts één competitie van dit niveau was.
  - Officiële eindstand Eredivisie (getal staat tussen haakjes vermeld)

Sinds de introductie van play-offwedstrijden voor Europees voetbal na afloop van de reguliere competitie in 2005/06, is de KNVB verplicht een eindstand van de Eredivisie door te geven aan de UEFA aan de hand van deze play-offwedstrijden.
Bij deze eindstand staan clubs die zich hebben gekwalificeerd voor Europees voetbal hoger dan clubs die zich niet wisten te kwalificeren. Indien er geen verschil was tussen de eindnotering en de officiële eindstand, staat dit getal niet vermeld.

- Onderafdeling

Hier staat afgekort de naam van de onderafdeling indien de club in dat jaar in een onderafdeling uitkwam. Tevens staat deze afkorting in de legenda en wordt gelinkt naar het artikel over deze onderafdeling. Deze afkorting wordt alleen vermeld wanneer de club in het verleden in verschillende onderafdelingen heeft gespeeld. Deze vermelding is in de staaf altijd in kleine letters. Deze onderafdelingen zijn na het seizoen 1995/96 afgeschaft. Heeft de club in slechts één onderafdeling gespeeld, dan is dit alleen terug te vinden in de legenda.
Onder de staaf staat het jaartal vermeld waarin het seizoen is afgesloten. 15 verwijst naar het seizoen 2014/15 of eventueel het seizoen 1914/15.
Wanneer een staaf leeg is, zijn deze gegevens niet bekend. Het kan ook zijn dat de club dat seizoen niet heeft meegespeeld op het hogere amateurniveau, vroegtijdig de competitie heeft verlaten of uit de competitie is gezet.

In het seizoen 1944/45 was er wegens de Tweede Wereldoorlog geen regulier competitievoetbal.

## Be Quick 1887 in de KNVB Beker
Dit schema laat de resultaten zien van Be Quick 1887 tegen profclubs in de KNVB Beker.
| Seizoen | Ronde    | Wedstrijd               | Uitslag  |
| ------- | -------- | ----------------------- | -------- |
| 2001/02 | Groep 20 | BV Veendam - Be Quick   | 0-0      |
| 2001/02 | Groep 20 | Be Quick - FC Groningen | 0-5      |
| 2005/06 | 1e ronde | Be Quick - AGOVV        | 2-3 n.v. |
| 2007/08 | 2e ronde | Be Quick - FC Omniworld | 1-8      |
| 2008/09 | 2e ronde | Be Quick - NEC Nijmegen | 0-5      |

## Betaald voetbal
De positie van Be Quick als eerste club van Groningen werd al voor de Tweede Wereldoorlog bedreigd, eerst door Velocitas, en later ook door GVAV. Bij de invoering van het betaald voetbal bestond er binnen de club de nodige weerstand om spelers te gaan betalen. Ondanks die weerstand werd er toch voor gekozen om betaald te gaan spelen.
De club werd ingedeeld in de toenmalige tweede divisie. Hoewel in 1960 het kampioenschap van de tweede divisie B werd gehaald, met promotie naar de eerste divisie als gevolg, kon Be Quick zich uiteindelijk niet handhaven in het betaalde voetbal. GVAV had definitief de hegemonie in de stad overgenomen. Be Quick verliet aan het einde van het seizoen 1963/64 vrijwillig het betaald voetbal en werd als amateurclub geplaatst in de tweede klasse Noord.

### Seizoensoverzichten
| Resultaten van Be Quick sinds de toetreding in het betaald voetbal in 1955 | Resultaten van Be Quick sinds de toetreding in het betaald voetbal in 1955 | Resultaten van Be Quick sinds de toetreding in het betaald voetbal in 1955 | Resultaten van Be Quick sinds de toetreding in het betaald voetbal in 1955 | Resultaten van Be Quick sinds de toetreding in het betaald voetbal in 1955 | Resultaten van Be Quick sinds de toetreding in het betaald voetbal in 1955 | Resultaten van Be Quick sinds de toetreding in het betaald voetbal in 1955 | Resultaten van Be Quick sinds de toetreding in het betaald voetbal in 1955 | Resultaten van Be Quick sinds de toetreding in het betaald voetbal in 1955 | Resultaten van Be Quick sinds de toetreding in het betaald voetbal in 1955 | Resultaten van Be Quick sinds de toetreding in het betaald voetbal in 1955 | Resultaten van Be Quick sinds de toetreding in het betaald voetbal in 1955 | Resultaten van Be Quick sinds de toetreding in het betaald voetbal in 1955                                                                             |
| Seizoen                                                                    | Competitie                                                                 | Competitie                                                                 | Competitie                                                                 | Competitie                                                                 | Competitie                                                                 | Competitie                                                                 | Competitie                                                                 | Competitie                                                                 | Competitie                                                                 | Kwalificatie                                                               | KNVB beker                                                                 | Bijzonderheid |
| Seizoen                                                                    | Divisie                                                                    | GW                                                                         | W                                                                          | G                                                                          | V                                                                          | PNT                                                                        | DV                                                                         | DT                                                                         | POS                                                                        | Kwalificatie                                                               | KNVB beker                                                                 | Bijzonderheid |
| -------------------------------------------------------------------------- | -------------------------------------------------------------------------- | -------------------------------------------------------------------------- | -------------------------------------------------------------------------- | -------------------------------------------------------------------------- | -------------------------------------------------------------------------- | -------------------------------------------------------------------------- | -------------------------------------------------------------------------- | -------------------------------------------------------------------------- | -------------------------------------------------------------------------- | -------------------------------------------------------------------------- | -------------------------------------------------------------------------- | --- |
| 1954/55                                                                    | Eerste klasse B                                                            | 8                                                                          | 2                                                                          | 1                                                                          | 5                                                                          | 5                                                                          | 15                                                                         | 20                                                                         | 12e                                                                        | –                                                                          | Geen bekertoernooi                                                         | Be Quick treedt toe tot het betaald voetbal De competitie werd na de fusie van de KNVB en de NBVB niet afgemaakt. Alle teams werden opnieuw ingedeeld. |
| 1954/55                                                                    | Eerste klasse D                                                            | 26                                                                         | 4                                                                          | 4                                                                          | 18                                                                         | 12                                                                         | 24                                                                         | 64                                                                         | 14e                                                                        | Eerste klasse                                                              | Geen bekertoernooi                                                         | Be Quick treedt toe tot het betaald voetbal De competitie werd na de fusie van de KNVB en de NBVB niet afgemaakt. Alle teams werden opnieuw ingedeeld. |
| 1955/56                                                                    | Eerste Klasse B                                                            | 26                                                                         | 11                                                                         | 3                                                                          | 12                                                                         | 25                                                                         | 44                                                                         | 37                                                                         | 8e                                                                         | Tweede divisie                                                             | Geen bekertoernooi                                                         | |
| 1956/57                                                                    | Tweede divisie A                                                           | 28                                                                         | 12                                                                         | 6                                                                          | 10                                                                         | 30                                                                         | 68                                                                         | 43                                                                         | 5e                                                                         | –                                                                          | 4e ronde                                                                   | – |
| 1957/58                                                                    | Tweede divisie B                                                           | 28                                                                         | 7                                                                          | 8                                                                          | 13                                                                         | 22                                                                         | 49                                                                         | 70                                                                         | 13e                                                                        | –                                                                          | 1e ronde                                                                   | – |
| 1958/59                                                                    | Tweede divisie B                                                           | 26                                                                         | 11                                                                         | 7                                                                          | 8                                                                          | 29                                                                         | 59                                                                         | 44                                                                         | 5e                                                                         | –                                                                          | 2e ronde                                                                   | – |
| 1959/60                                                                    | Tweede divisie B                                                           | 24                                                                         | 12                                                                         | 7                                                                          | 5                                                                          | 31                                                                         | 40                                                                         | 29                                                                         | 1e                                                                         | Promotie naar de Eerste divisie                                            | Geen bekertoernooi                                                         | – |
| 1960/61                                                                    | Eerste divisie B                                                           | 34                                                                         | 11                                                                         | 9                                                                          | 14                                                                         | 31                                                                         | 65                                                                         | 74                                                                         | 11e                                                                        | –                                                                          | 1e ronde                                                                   | – |
| 1961/62                                                                    | Eerste divisie B                                                           | 34                                                                         | 13                                                                         | 7                                                                          | 14                                                                         | 33                                                                         | 69                                                                         | 73                                                                         | 9e                                                                         | Degradatie naar Tweede divisie                                             | 3e ronde                                                                   | – |
| 1962/63                                                                    | Tweede divisie A                                                           | 32                                                                         | 11                                                                         | 6                                                                          | 15                                                                         | 28                                                                         | 55                                                                         | 62                                                                         | 11e                                                                        | –                                                                          | 3e ronde                                                                   | – |
| 1963/64                                                                    | Tweede divisie A                                                           | 30                                                                         | 10                                                                         | 5                                                                          | 15                                                                         | 25                                                                         | 45                                                                         | 66                                                                         | 13e                                                                        | –                                                                          | 2e ronde                                                                   | Be Quick degradeert vrijwillig naar de amateurs |

### Topscorers
- 1954/55:  Klaas Lugthart (7)
- 000000 :  Joep Brandes (5)
000000 :  Jacky Oldenstam (5)
- 1955/56:  Gerrit Akkermans (7)
- 1956/57:  Kees van der Leij (22)
- 1957/58:  Klaas van der Berg (15)
- 1958/59:  Ap Hansems (18)
- 1959/60:  Dirk Roelfsema (12)
- 1960/61:  Richard Brousek (19)
- 1961/62:  Dirk Roelfsema (29)
- 1962/63:  Johan Wieringa (22)
- 1963/64:  Freek Schutten (16)

### Trainers
- 1919–1921:  Harry Waites
- 1921–1922:  Charles Griffiths
- 1922–1923:  William Townley
- 1928–1929:  Bill Julian
- 1929–1932:  Siebold Sissingh
- 1932–1936:  John Donaghy
- 1936–1938:  Billy Marsden
- 1938–1939:  Andy Wilson
- 1939–1940:  Matthew Bell
- 1940–1941:  Anton Dalhuijsen
- 1941–1944:  Eef Ruisch
- 0000–1944:  Eppie Meulema (a.i.)
- 1944–1951:  Eppie Meulema
- 1951–1953:  Jan Lodensteyn
- 0000–1953:  Frans Hogenbirk (a.i.)
- 1953–1956:  Arie de Vroet
- 0000–1956:  Frans Hogenbirk (a.i.)
- 1956–1957:  Arie de Vroet
- 1957–1958:  Péter Szabó
- 1958–1959:  Jan Boersma
- 1959–1961:  Arie de Vroet
- 1961–1962:  Leslie Talbot
- 1962–1964:  Gerrit Vreken
- 0000–1964:  Arie Otten

## Internationals
De volgende spelers van Be Quick hebben een of meerdere interlands voor het Nederlands elftal gespeeld.
| Kees Bekker Evert Jan Bulder Jaap Bulder Appie Groen Rieks de Haas | Herman Legger Evert van Linge Klaas Lugthart Harry Rodermond | Siebold Sissingh Hans Tetzner Max Tetzner |

Henk Plenter maakte in 1938 deel uit van de selectie voor het WK, maar kwam niet in actie.
Amicitia VMC · Be Quick 1887 · Blauw Geel '15 · DIO Groningen · DIVA '83 · VV Engelbert · GSAVV Forward · VV GEO · VV Glimmen · VV Gorecht · GRC Groningen · Groen-Geel · VV Groningen · VV Groninger Boys · VV Gruno · GVAV-Rapiditas · VV Haren · VV Helpman · HFC'15 · Italian Boys · Kids United · GSVV The Knickerbockers · FC Lewenborg · Lycurgus · VV Mamio · VV Omlandia · Oosterparkers · Oranje Nassau · PKC '83 · VV Potetos · SC Stadspark · Sv TEO · Velocitas 1897 · VVK · SV Woltersum